# 橫倉站 (長野縣)

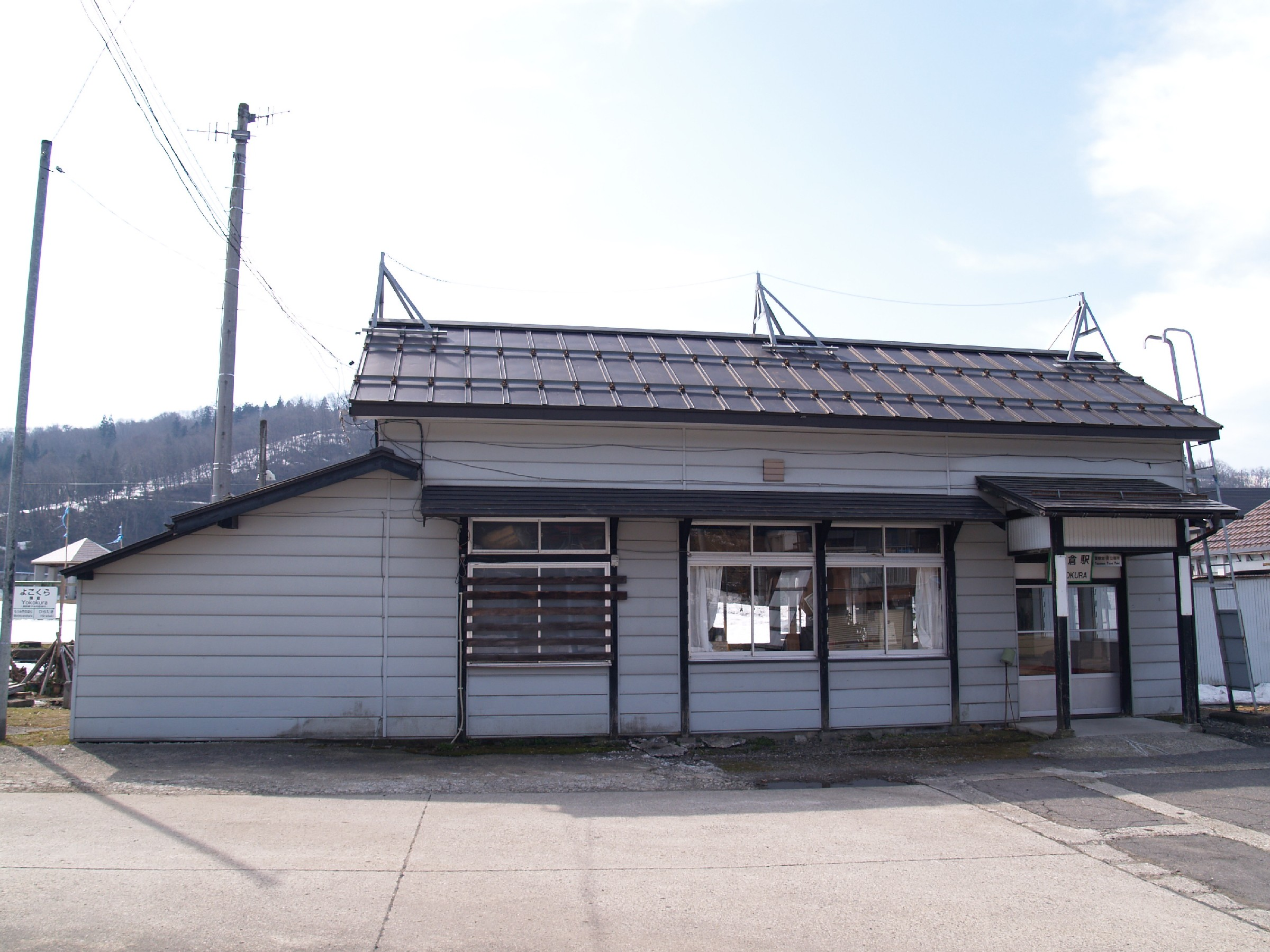
舊車站大樓

橫倉站（日语：／ Yokokura eki */?）是位於長野縣下水内郡榮村大字北信，東日本旅客鐵道（JR東日本）的飯山線車站。

## 歷史
此站曾經是私鐵飯山鐵道的車站，在1925年（大正14年）11月19日車站啟用。後來飯山鐵道被國有化，在1944年（昭和19年）6月1日起成為日本國有鐵道車站。
在1982年（昭和57年），國鐵宣布車站無人化計劃，於是由委托了該村的人士成為站長。隨後，站長在車站周邊種植了花壇，因而名為「花之站」。在2011年（平成23年）3月12日，由於發生長野縣北部地震，使車站大樓傾側了，在修復工程中由於需要放置物資，因此花壇需要遷走，在車站大樓修復完後後，再次於該處種植花壇。
當初車站大樓計劃在2011年秋天開始重建車站大樓，但是由於在長野縣北部地震後，車站大樓傾側了和被評定為危險建築物，因此便提早重建車站大樓，新車站大樓在同年8月22日落成啟用。

### 年表
- 1925年（大正14年）11月19日：飯山鐵道 西大瀧站至森宮野原站之間開通，此站啟用[1]。
- 1944年（昭和19年）6月1日：隨著飯山鐵道國有化，飯山鐵道編入至運輸通信省（後來為日本國有鐵道）飯山線[5]。
- 1970年（昭和45年）12月21日：結束貨物起卸業務，成為旅客車站[6]。
- 1982年（昭和57年）11月1日：成為簡易委託車站[6]。
- 1987年（昭和62年）4月1日：伴隨國鐵分割民營化，車站由東日本旅客鐵道（JR東日本）營運。
- 2011年（平成23年）
  - 3月12日：發生長野縣北部地震，使車站大樓受損[2] 。由於車站大樓有倒塌的危險，因此決定重建車站大樓，並建設臨時預製車站大樓[2] 。
  - 8月22日：新車站大樓落成[4]。

## 車站構造
車站是一座地面車站，設有1面1線的單式月台。曾經車站設有1面2線的島式月台。在車站啟用以來均設有木造車站大樓。在發生長野縣北部地震後，把車站大樓拆毀重建，並於2011年8月22日使用新車站大樓，該大樓為木造平房建築。大樓風格配合當地環境，為一座古民家風的建築物。
此站是由飯山站管理的簡易委託車站。委托了鄰近的理髪店負責售賣車票，該處設有POS終端。

## 使用狀況
根據「JR東日本」資料，在2019年度（令和元年度）1日平均乘車人次為10人。
以下為近年乘車人次變化。
| 乘車人次變化       | 乘車人次變化     | 乘車人次變化    |
| 年度               | 1日平均 乘車人次 | 參考資料        |
| ------------------ | ---------------- | --------------- |
| 2000年（平成12年） | 44               | [ 利用客数 2 ]  |
| 2001年（平成13年） | 42               | [ 利用客数 3 ]  |
| 2002年（平成14年） | 43               | [ 利用客数 4 ]  |
| 2003年（平成15年） | 45               | [ 利用客数 5 ]  |
| 2004年（平成16年） | 37               | [ 利用客数 6 ]  |
| 2005年（平成17年） | 40               | [ 利用客数 7 ]  |
| 2006年（平成18年） | 37               | [ 利用客数 8 ]  |
| 2007年（平成19年） | 22               | [ 利用客数 9 ]  |
| 2008年（平成20年） | 23               | [ 利用客数 10 ] |
| 2009年（平成21年） | 19               | [ 利用客数 11 ] |
| 2010年（平成22年） | 16               | [ 利用客数 12 ] |
| 2011年（平成23年） | 10               | [ 利用客数 13 ] |
| 2012年（平成24年） | 18               | [ 利用客数 14 ] |
| 2013年（平成25年） | 18               | [ 利用客数 15 ] |
| 2014年（平成26年） | 22               | [ 利用客数 16 ] |
| 2015年（平成27年） | 18               | [ 利用客数 17 ] |
| 2016年（平成28年） | 21               | [ 利用客数 18 ] |
| 2017年（平成29年） | 15               | [ 利用客数 19 ] |
| 2018年（平成30年） | 14               | [ 利用客数 20 ] |
| 2019年（令和元年） | 10               | [ 利用客数 1 ]  |

## 車站周邊
- 榮村立榮小學（日语：栄村立栄小学校）
- 北信保育園
- 千曲川
- 國道117號（日语：国道117号）
- JA長野（日语：ながの農業協同組合） 榮出張所
- 百合居溫泉（日语：百合居温泉）[2]

## 相鄰車站
東日本旅客鐵道（JR東日本）
■飯山線
平瀧－橫倉－森宮野原

## 注腳

### 使用狀況
1. 1 2  各駅の乗車人員（2019年度） （页面存档备份，存于）（日語） - 東日本旅客鐵道
2. ↑  各駅の乗車人員（2000年度） （页面存档备份，存于）（日語） - 東日本旅客鐵道
3. ↑  各駅の乗車人員（2001年度） （页面存档备份，存于）（日語） - 東日本旅客鐵道
4. ↑  各駅の乗車人員（2002年度） （页面存档备份，存于）（日語） - 東日本旅客鐵道
5. ↑  各駅の乗車人員（2003年度） （页面存档备份，存于）（日語） - 東日本旅客鐵道
6. ↑  各駅の乗車人員（2004年度） （页面存档备份，存于）（日語） - 東日本旅客鐵道
7. ↑  各駅の乗車人員（2005年度） （页面存档备份，存于）（日語） - 東日本旅客鐵道
8. ↑  各駅の乗車人員（2006年度） （页面存档备份，存于）（日語） - 東日本旅客鐵道
9. ↑  各駅の乗車人員（2007年度） （页面存档备份，存于）（日語） - 東日本旅客鐵道
10. ↑  各駅の乗車人員（2008年度） （页面存档备份，存于）（日語） - 東日本旅客鐵道
11. ↑  各駅の乗車人員（2009年度） （页面存档备份，存于）（日語） - 東日本旅客鐵道
12. ↑  各駅の乗車人員（2010年度） （页面存档备份，存于）（日語） - 東日本旅客鐵道
13. ↑  各駅の乗車人員（2011年度） （页面存档备份，存于）（日語） - 東日本旅客鐵道
14. ↑  各駅の乗車人員（2012年度） （页面存档备份，存于）（日語） - 東日本旅客鐵道
15. ↑  各駅の乗車人員（2013年度） （页面存档备份，存于）（日語） - 東日本旅客鐵道
16. ↑  各駅の乗車人員（2014年度） （页面存档备份，存于）（日語） - 東日本旅客鐵道
17. ↑  各駅の乗車人員（2015年度） （页面存档备份，存于）（日語） - 東日本旅客鐵道
18. ↑  各駅の乗車人員（2016年度） （页面存档备份，存于）（日語） - 東日本旅客鐵道
19. ↑  各駅の乗車人員（2017年度） （页面存档备份，存于）（日語） - 東日本旅客鐵道
20. ↑  各駅の乗車人員（2018年度） （页面存档备份，存于）（日語） - 東日本旅客鐵道

## 外部連結
- 車站資訊（橫倉）：東日本旅客鐵道（日語）